# Incidente Sakuradamon (1932)

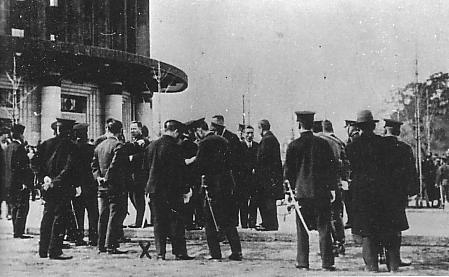
Foto do incidente Sakuradamon

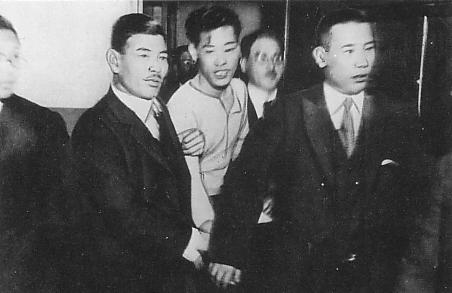
Lee Bong-chang preso

O Incidente Sakuradamon ou Ato Patriótico de Lee Bong-chang foi uma tentativa de assassinato contra o Imperador Hirohito do Império do Japão por um ativista da independência coreana, Lee Bong-chang (hangul: 이봉창, hanja: 李奉昌), em Tóquio em 9 de janeiro de 1932.

## Tentativa de assassinato
Quando o Imperador Hirohito estava partindo do Palácio Imperial pelo Portão Sakuradamon a caminho de reistar uma parada militar, Lee Bong-chang, um membro da Legião Patriótica Coreana (Haninaegukdan, Hangul: 한인애국단, hanja: 韓人愛國團) sob o Governo Provisório da República da Coreia liderado por Kim Gu em Xangai, jogou uma granada de mão na carruagem do imperador.
Lee soube da agenda do Imperador a partir de um artigo de jornal, e conseguiu se aproximar da procissão disfarçado como um policial do Kempeitai. No entanto, a granada de mão foi mal lançada e explodiu perto da carruagem do Ministro da Casa Imperial, o Barão Ichiki Kitokuro, matando dois cavalos. O pretenso assassino foi rapidamente apreendido pela Guarda Imperial.
Lee foi condenado em 30 de setembro de 1932 e executado na Prisão de Ichigaya (市谷刑務所) em 10 de outubro do mesmo ano.

## Consequências
Para tomar a responsabilidade pela falha na segurança, o Primeiro Ministro Tsuyoshi Inukai ofereceu sua renúncia, que não foi aceita pelo Imperador.
A tentativa de assassinato não teve nenhum impacto na política japonesa em relação à península coreana e foi rapidamente esquecida no Japão como um incidente terrorista isolado. No entanto, o Governo Provisório da República da Coreia saudou o evento como uma evidência da oposição à ocupação japonesa de seu território. Quando esses sentimentos foram ecoados nos jornais do partido dominante Kuomintang na República da China, o governo japonês formalmente emitiu um protesto diplomático, e o caso levou a um aumento do sentimento antichinês no Japão em uma época na qual as relações já estavam extremamente tensas.
Lee foi homenageado postumamente pelo governo da República da Coreia com a Ordem de Mérito para a Fundação Nacional em 1962, e uma emissão comemorativa de selos em 1992.